# Campeonato Europeu de Ciclismo em Pista de 2018
O IX Campeonato Europeu de Ciclismo em Pista celebrou-se em Glasgow (Reino Unido) entre o 2 e o 7 de agosto de 2018 baixo a organização da União Europeia de Ciclismo (UEC) e a Federação Britânica de Ciclismo.
As competições realizaram-se no Velódromo Sir Chris Hoy da cidade escocesa. Foram disputadas 22 provas, 11 masculinas e 11 femininas.

## Calendário
| ● | Preliminares | F | Final |

| Data                 | Qu 02         | Se 03         | Sá 04         | Do 05         | Se 06         | Te 07         |
| Hora→ Prova ↓        | 18:30 – 20:45 | 13:45 – 20:45 | 14:00 – 20:50 | 09:00 – 21:25 | 11:00 – 21:00 | 11:00 – 14:45 |
| -------------------- | ------------- | ------------- | ------------- | ------------- | ------------- | ------------- |
| Velocidade ind.      |               |               |               |               | F             |               |
| Velocidade por eqs.  |               | F             |               |               |               |               |
| Perseguição ind.     |               |               |               | F             |               |               |
| Perseguição por eqs. | ●             | F             |               |               |               |               |
| 1 km contrarrelógio  |               |               | F             |               |               |               |
| Pontuação            |               |               |               | F             |               |               |
| Scratch              |               | F             |               |               |               |               |
| Keirin               |               |               |               |               |               | F             |
| Eliminação           |               |               |               |               |               | F             |
| Madison              |               |               |               |               | F             |               |
| Omnium               |               |               | F             |               |               |               |

| Data                 | Qu 02         | Se 03         | Sá 04         | Do 05         | Se 06         | Te 07         |
| Hora→ Prova ↓        | 18:30 – 20:45 | 13:45 – 20:45 | 14:00 – 20:50 | 09:00 – 21:25 | 11:00 – 21:00 | 11:00 – 14:45 |
| -------------------- | ------------- | ------------- | ------------- | ------------- | ------------- | ------------- |
| Velocidade ind.      |               |               |               | F             |               |               |
| Velocidade por eqs.  |               | F             |               |               |               |               |
| Perseguição ind.     |               |               | F             |               |               |               |
| Perseguição por eqs. | ●             | F             |               |               |               |               |
| 500 m contrarrelógio |               |               |               |               | F             |               |
| Pontuação            |               |               | F             |               |               |               |
| Scratch              |               | F             |               |               |               |               |
| Keirin               |               |               |               |               |               | F             |
| Eliminação           |               |               |               | F             |               |               |
| Madison              |               |               |               |               |               | F             |
| Omnium               |               |               |               |               | F             |               |

1. 1 2  Hora local de Glasgow: UTC +1.
2. 1 2  Consiste em quatro provas: scratch, tempo, eliminação e pontuação.

## Medalhistas

### Masculino
| Evento                          | Ouro | Prata                                                                                             | Bronze                                                                                             |
| ------------------------------- | --- | ------------------------------------------------------------------------------------------------- | -------------------------------------------------------------------------------------------------- |
| Velocidade individual (06.08)   | Jeffrey Hoogland · Países Baixos                                                                          | Stefan Bötticher · Alemanha                                                                       | Harrie Lavreysen · Países Baixos                                                                   |
| Velocidade por equipas (03.08)  | Países Baixos · Jeffrey Hoogland · Harrie Lavreysen · Nils van 't Hoenderdaal · Roy van den Berg · 42,888 | França · Sébastien Vigier · François Pervis · Quentin Lafargue · Michaël D'Almeida · 43,693       | Alemanha · Stefan Bötticher · Timo Bichler · Joachim Eilers · 43,805                               |
| Perseguição individual (05.08)  | Domenic Weinstein · Alemanha · 4:13,363                                                                   | Ivo Oliveira · Portugal · 4:15,304                                                                | Claudio Imhof · Suíça · 4:16,654                                                                   |
| Perseguição por equipas (03.08) | Itália · Filippo Ganna · Francesco Lamon · Elia Viviani · Michele Scartezzini · Liam Bertazzo · 3:55,401  | Suíça · Cyrille Thièry · Stefan Bissegger · Frank Pasche · Théry Schir · Claudio Imhof · 3:59,705 | Reino Unido · Ethan Hayter · Steven Burke · Kian Emadi · Charlie Tanfield · Oliver Wood · 3:57,463 |
| 1 km contrarrelógio (04.08)     | Matthijs Büchli · Países Baixos · 1:00,134                                                                | Joachim Eilers · Alemanha · 1:00,361                                                              | Sam Ligtlee · Países Baixos · 1:00,905                                                             |
| Carreira por pontos (05.08)     | Wojciech Pszczolarski · Polónia · 102 pts.                                                                | Kenny De Ketele · Bélgica · 83 pts.                                                               | Stefan Matzner · Áustria · 71 pts.                                                                 |
| Scratch (03.08)                 | Roman Hladysh · Ucrânia                                                                                   | Adrien Garel · França                                                                             | Tristan Marguet · Suíça                                                                            |
| Keirin (07.08)                  | Stefan Bötticher · Alemanha                                                                               | Sébastien Vigier · França                                                                         | Jack Carlin · Reino Unido                                                                          |
| Madison (06.08)                 | Robbe Ghys · Kenny De Ketele · Bélgica · 60 pts.                                                          | Theo Reinhardt · Roger Kluge · Alemanha · 49 pts.                                                 | Oliver Wood · Ethan Hayter · Reino Unido · 38 pts.                                                 |
| Eliminação (07.08)              | Matthew Walls · Reino Unido                                                                               | Rui Oliveira · Portugal                                                                           | Szymon Krawczyk · Polónia                                                                          |
| Omnium (04.08)                  | Ethan Hayter · Reino Unido · 133 pts.                                                                     | Elia Viviani · Itália · 113 pts.                                                                  | Casper von Folsach · Dinamarca · 113 pts.                                                          |

### Feminino
| Evento                          | Ouro | Prata                                                                                      | Bronze                                                                                |
| ------------------------------- | --- | ------------------------------------------------------------------------------------------ | ------------------------------------------------------------------------------------- |
| Velocidade individual (05.08)   | Daria Shmeleva · Rússia                                                                                 | Anastasia Voinova · Rússia                                                                 | Mathilde Gros · França                                                                |
| Velocidade por equipas (03.08)  | Rússia · Daria Shmeleva · Anastasia Voinova · 32,452                                                    | Ucrânia · Liubov Basova · Olena Starikova · 33,108                                         | Alemanha · Miriam Welte · Emma Hinze · 32,981                                         |
| Perseguição individual (04.08)  | Lisa Brennauer · Alemanha · 3:26,879                                                                    | Katie Archibald · Reino Unido · 3:29,577                                                   | Justyna Kaczkowska · Polónia · 3:34,750                                               |
| Perseguição por equipas (03.08) | Reino Unido · Elinor Barker · Laura Kenny · Katie Archibald · Neah Evans · Eleanor Dickinson · 4:16,896 | Itália · Letizia Paternoster · Marta Cavalli · Elisa Balsamo · Silvia Valsecchi · 4:25,384 | Alemanha · Charlotte Becker · Gudrun Stock · Mieke Kröger · Lisa Brennauer · 4:23,105 |
| 500 m contrarrelógio (06.08)    | Daria Shmeleva · Rússia · 33,285                                                                        | Olena Starikova · Ucrânia · 33,593                                                         | Miriam Welte · Alemanha · 33,600                                                      |
| Carreira por pontos (04.08)     | Maria Giulia Confalonieri · Itália · 33 pts.                                                            | Ina Savenka · Bielorrússia · 32 pts.                                                       | Gulnaz Badykova · Rússia · 30 pts.                                                    |
| Scratch (03.08)                 | Kirsten Wild · Países Baixos                                                                            | Emily Kay · Reino Unido                                                                    | Jolien D'Hoore · Bélgica                                                              |
| Keirin (07.08)                  | Mathilde Gros · França                                                                                  | Nicky Degrendele · Bélgica                                                                 | Daria Shmeleva · Rússia                                                               |
| Madison (07.08)                 | Amalie Dideriksen · Julie Leth · Dinamarca · 42 pts.                                                    | Gulnaz Badykova · Diana Klimova · Rússia · 38 pts.                                         | Kirsten Wild · Amy Pieters · Países Baixos · 34 pts.                                  |
| Eliminação (05.08)              | Laura Kenny · Reino Unido                                                                               | Anna Knauer · Alemanha                                                                     | Yevgueniya Augustinas · Rússia                                                        |
| Ómnium (06.08)                  | Kirsten Wild · Países Baixos · 156 pts.                                                                 | Katie Archibald · Reino Unido · 144 pts.                                                   | Letizia Paternoster · Itália · 111 pts.                                               |

## Medalheiro
| 1  | Países Baixos | 5  | 0  | 3  | 8  |
| 2  | Reino Unido   | 4  | 3  | 3  | 10 |
| 3  | Alemanha      | 3  | 4  | 4  | 11 |
| 4  | Rússia        | 3  | 2  | 3  | 8  |
| 5  | Itália        | 2  | 2  | 1  | 5  |
| 6  | França        | 1  | 3  | 1  | 5  |
| 7  | Bélgica       | 1  | 2  | 1  | 4  |
| 8  | Ucrânia       | 1  | 2  | 0  | 3  |
| 9  | Polónia       | 1  | 0  | 2  | 3  |
| 10 | Dinamarca     | 1  | 0  | 1  | 2  |
| 11 | Portugal      | 0  | 2  | 0  | 2  |
| 12 | Suíça         | 0  | 1  | 2  | 3  |
| 13 | Bielorrússia  | 0  | 1  | 0  | 1  |
| 14 | Áustria       | 0  | 0  | 1  | 1  |
|    | TOTAL         | 22 | 22 | 22 | 66 |